# Расавська сільська рада
Расавська сільська рада — колишній орган місцевого самоврядування у Кагарлицькому районі Київської області з адміністративним центром у с. Расавка.

## Населені пункти
Сільській раді підпорядковані населені пункти:
- с. Расавка